# Los Mallols (Cellers)
Los Mallols és un paratge d'antigues vinyes reconvertides en camps de conreu de secà del terme municipal de Castell de Mur, dins de l'antic terme de Guàrdia de Tremp, al Pallars Jussà, en territori del poble de Cellers.
Estan situats un quilòmetre al nord-oest del poble de Cellers, a ponent de la Masia de Tató i al sud-oest dels Mallols d'Agustí. És a l'esquerra de la llau de la Grallera i al nord-oest de les Collades.